# Michelle Dockery
Michelle Suzanne Dockery (ur. 15 grudnia 1981 w Romford) – brytyjska aktorka i piosenkarka.
Występowała m.in. w roli lady Mary Crawley, w serialu brytyjskiej stacji telewizyjnej ITV Downton Abbey, za którą  zdobyła nominacje do Złotego Globu i Primetime Emmy. Za rolę w sztuce Burnt by the Sun zdobyła także nominację do nagrody Laurence’a Oliviera dla najlepszej aktorki drugoplanowej. Poza tym zagrała także w spektaklach Pygmalion, The Pillars of Society i Hamlet.

## Film i tv
| Rok  | Film                     | Rola                            | Uwagi                                              |
| ---- | ------------------------ | ------------------------------- | -------------------------------------------------- |
| 2005 | Fingersmith              | Betty                           | serial telewizyjny                                 |
| 2006 | Wiedźmikołaj             | Susan Sto Helit                 | film telewizyjny                                   |
| 2007 | Consent                  |                                 | film telewizyjny                                   |
| 2007 | Dalziel i Pascoe         | Aimee Hobbs                     | serial telewizyjny (2 odcinki)                     |
| 2008 | Poppy Shakespeare        | Dawn                            | film telewizyjny                                   |
| 2008 | Heartbeat                | Sue Padgett                     | serial telewizyjny (1 odcinek: „Take Three Girls”) |
| 2009 | Wilcze prawo: 1974       | Kathryn Taylor                  | film telewizyjny                                   |
| 2009 | Wilcze prawo: 1983       | Kathryn Taylor                  | film TV                                            |
| 2009 | Dzieci Ireny Sendlerowej | Ewa Rozenfeld                   | film telewizyjny                                   |
| 2009 | Budząc zmarłych          | Gemma Morrison                  | serial telewizyjny (2 odcinki)                     |
| 2009 | Życie w Cranford         | Erminia Whyte                   | miniserial (2 odc.)                                |
| 2009 | The Turn of the Screw    | Ann                             | film telewizyjny                                   |
| 2010 | Spoiler                  | Gotka                           | film krótkometrażowy                               |
| 2010 | Shades of Beige          | Jodie                           | film krótkometrażowy                               |
| 2010 | Downton Abbey            | Lady Mary Crawley               | serial telewizyjny (2010–2015) )                   |
| 2011 | Hanna                    | Kobieta podająca się za Marissę |                                                    |
| 2012 | Out of Time              | Kobieta                         | film krótkometrażowy                               |
| 2012 | Henry IV, Część I i II   | Lady Percy                      | film telewizyjny                                   |
| 2012 | Anna Karenina            | Księżniczka Myagkaya            |                                                    |
| 2012 | Restless                 | Ruth Gilmartin                  | miniserial                                         |
| 2012 | Amerykański tata         | Margaret Watkins                | serial telewizyjny (głos)                          |
| 2014 | Non-Stop                 | Nancy Hoffman                   |                                                    |
| 2019 | Dżentelmeni              | Rosalind Pearson                | film fobularny                                     |

### Teatr
| Rok  | Tytuł                    | Rola                   | Miejsce                     |
| ---- | ------------------------ | ---------------------- | --------------------------- |
| 2004 | Mroczne materie          | Jessie                 | Teatr Narodowy              |
| 2005 | Henry IV, Część I i II   | Listonoszka            | Teatr Narodowy              |
| 2005 | Rewizor                  | Aktywistka praw kobiet | Teatr Narodowy              |
| 2005 | Pillars of the Community | Dina                   | Teatr Narodowy              |
| 2007 | Dying for It             | Kleopatra              | Almeida Theatre             |
| 2007 | Pigmalion                | Eliza Doolittle        | brytyjska trasa             |
| 2008 | Wujaszek Wania           | Yelena                 | brytyjska trasa             |
| 2008 | Pigmalion                | Eliza Doolittle        | Old Vic Theatre             |
| 2009 | Burnt by the Sun         | Maroussia              | Teatr Narodowy              |
| 2010 | Hamlet                   | Ofelia                 | Crucible Theatre, Sheffield |